# Speicherstadt
Speicherstadt i Hamburg är ett lagerhuskomplex i Hamburgs hamn som sedan 1991 är byggnadsminnesskyddat. Speicherstadt började byggas som del i Hamburgs frihamn 1883 och stod klart 1888, samma år som Hamburg förlorade sina sista tullrättigheter gentemot övriga Tyskland. Idag ingår Speicherstadt som en del i den nya stadsdelen HafenCity.
När Speicherstadt började byggas 1883 innebar det att de bostäder som funnits på Kehrwieder och Wandrahm sedan 1500-talet revs. Kehrwieder hade varit en arbetar- och hantverkarstadsdel. Wandrahm bestod av köpmanshus och hade präglats av de holländska invandrarna. 20 000 människor tvångsförflyttades till bland annat Barmbek och Hammerbrook. När Speicherstadt invigdes 1888 deltog kejsar Wilhelm II. Byggnadsarbeten fortsatte fram till första världskriget. 
Speicherstadt bombades svårt under andra världskriget men återuppbyggdes efter kriget. Detta arbete var färdigt 1967.
Närmaste tunnelbanestationer till Speicherstadt är Messberg samt Baumwall. 
Den 5 juli 2015 blev Speicherstadt upptaget i Unescos världsarvslista.

## Bildgalleri

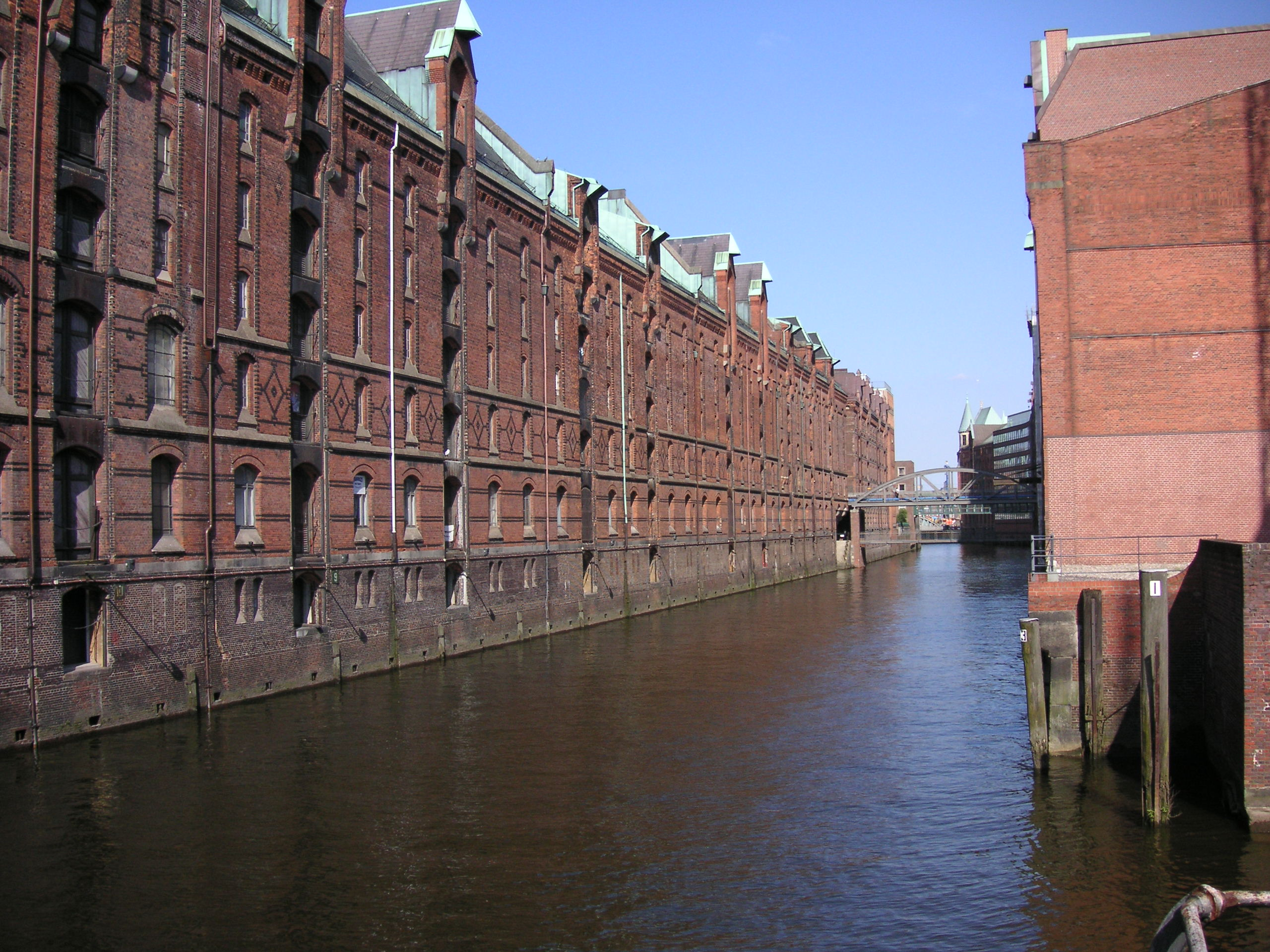
Brooksfleet i Speicherstadt.
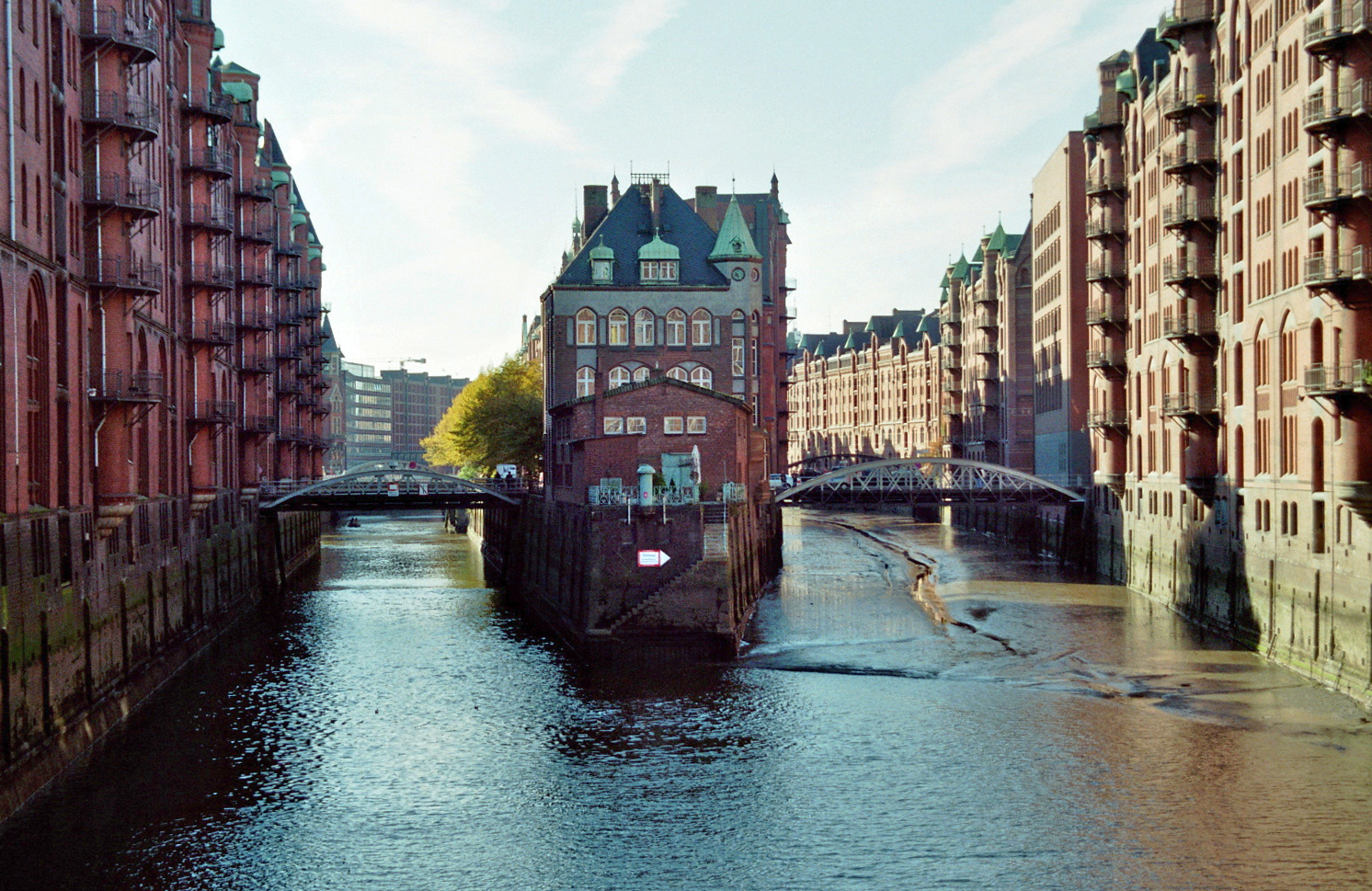
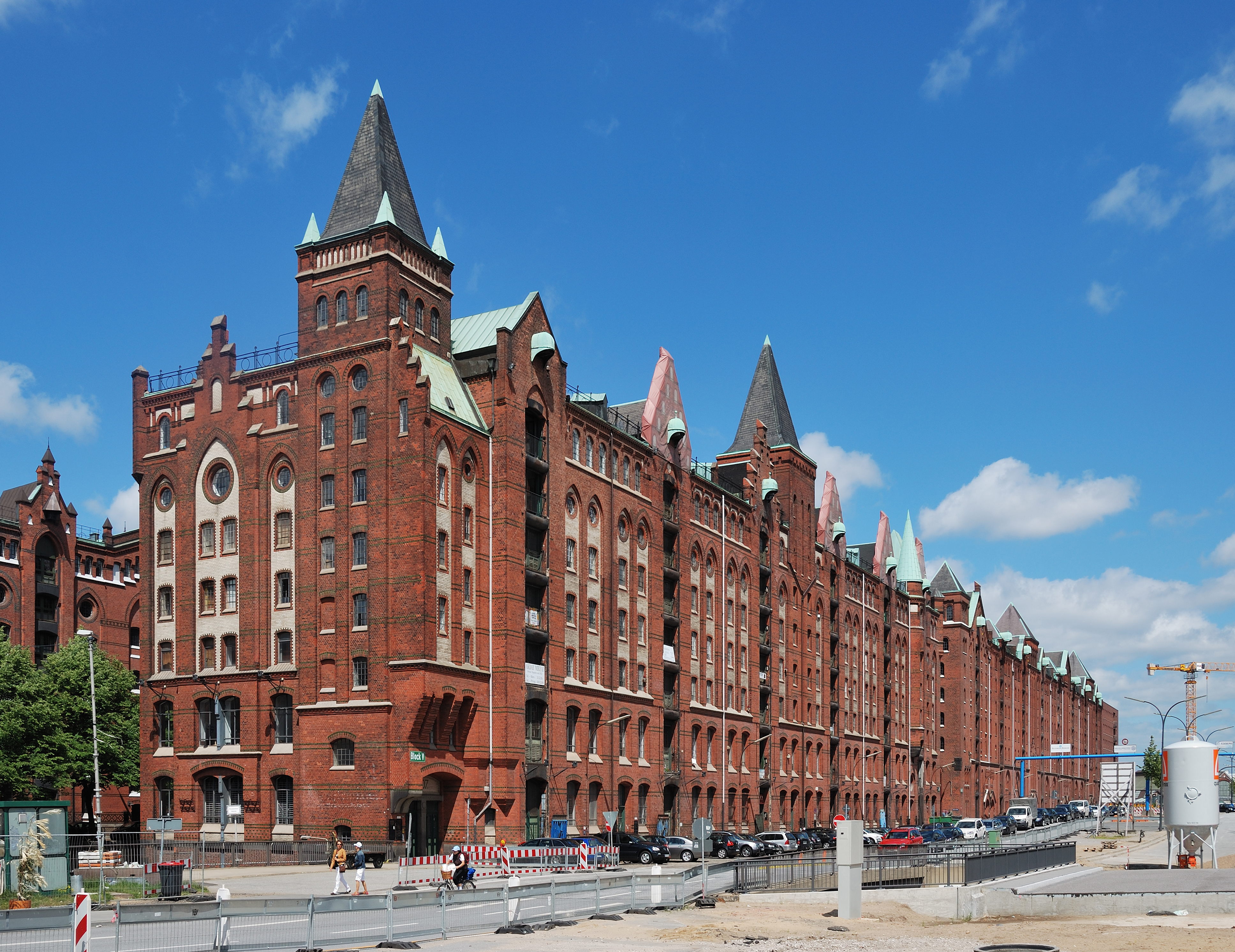
Speicherstadt
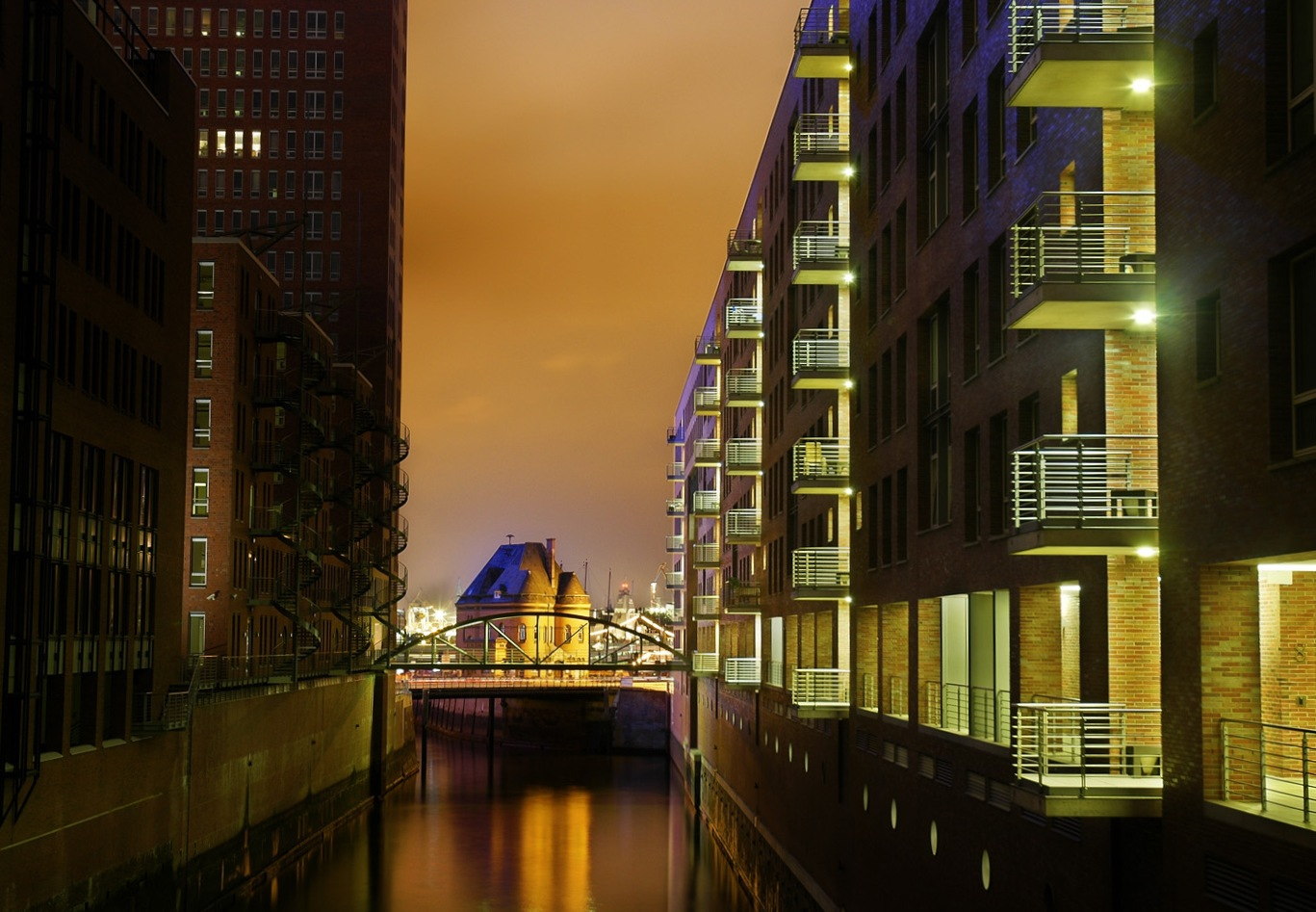
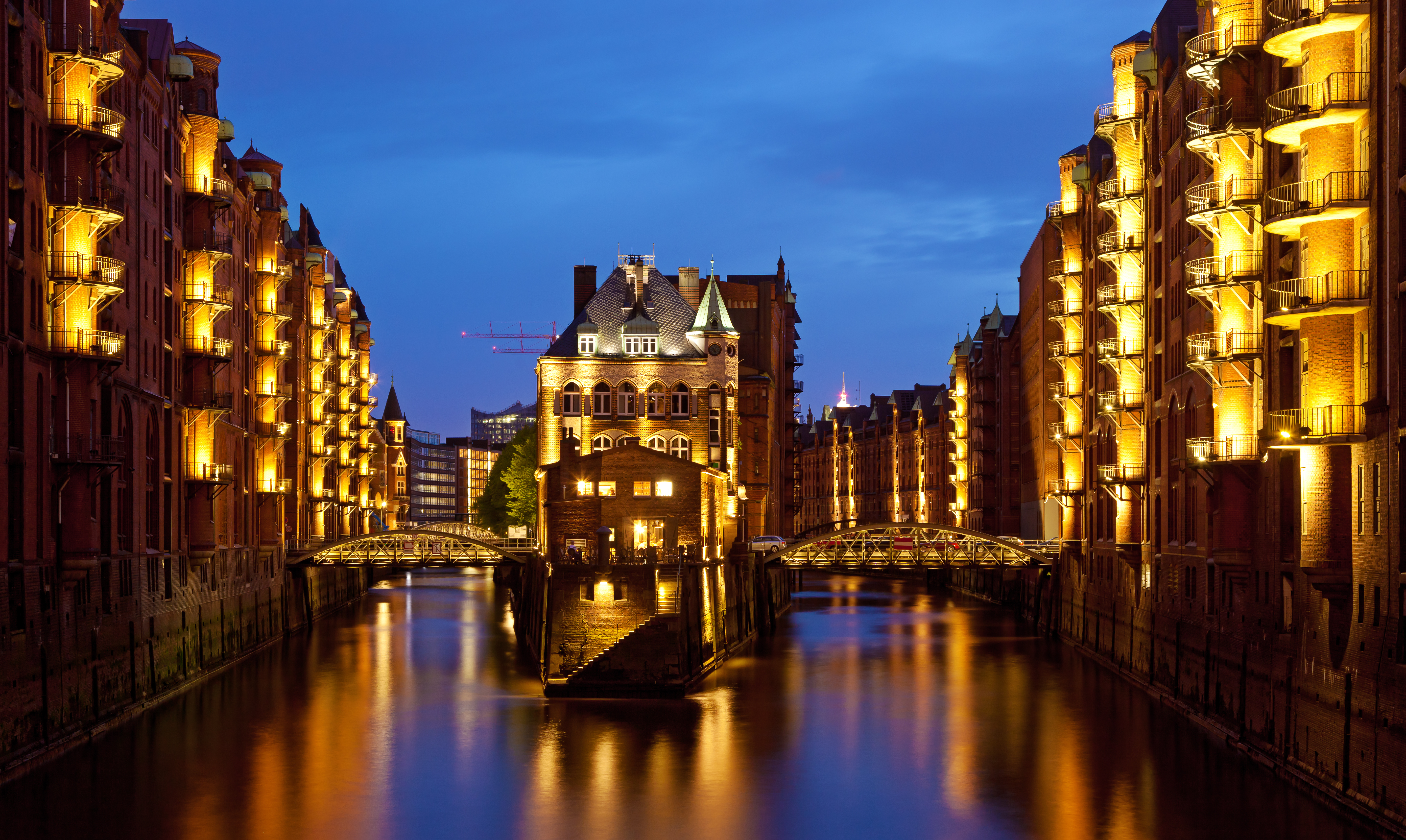
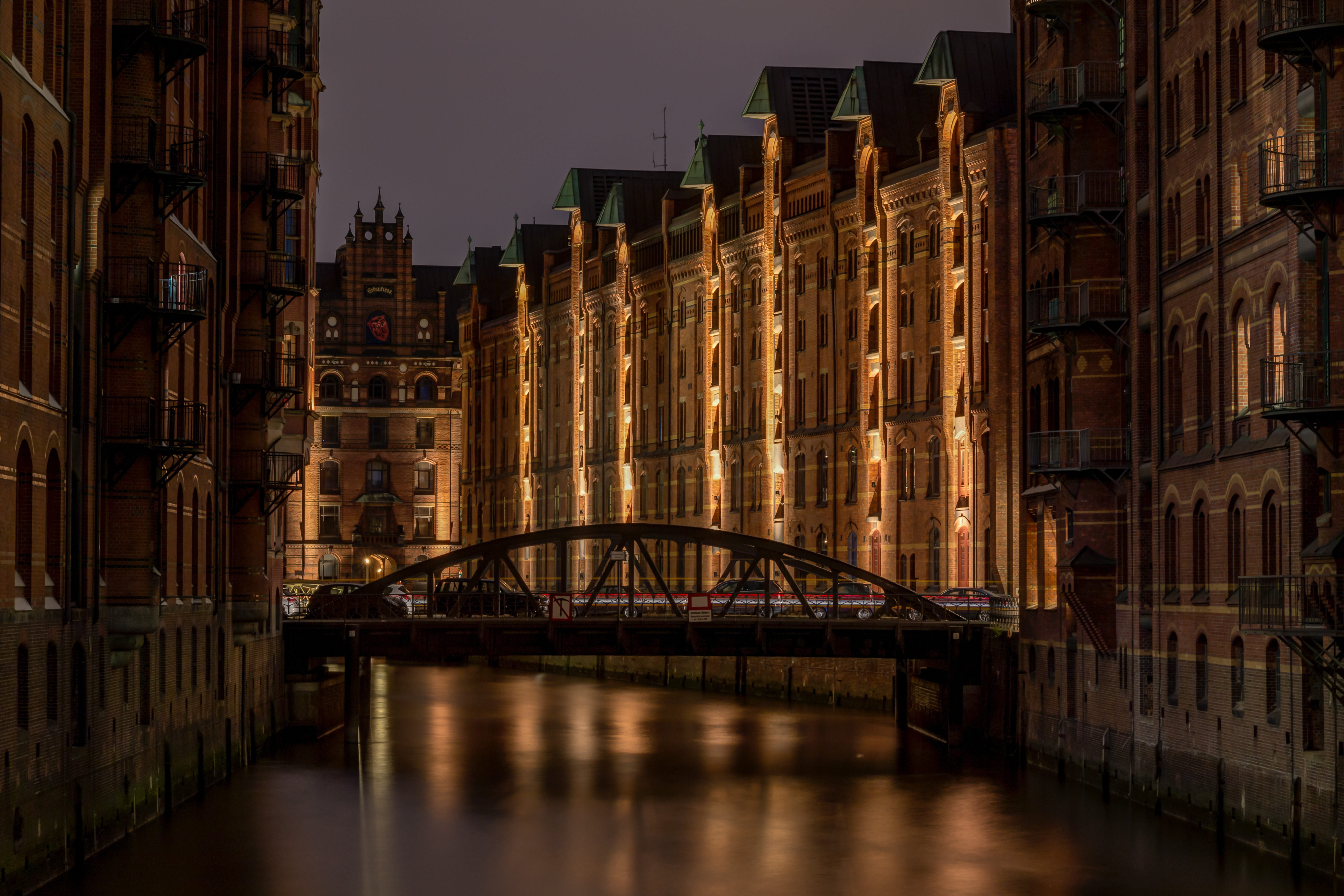